# Eisteddfod Nacional de Gal·les

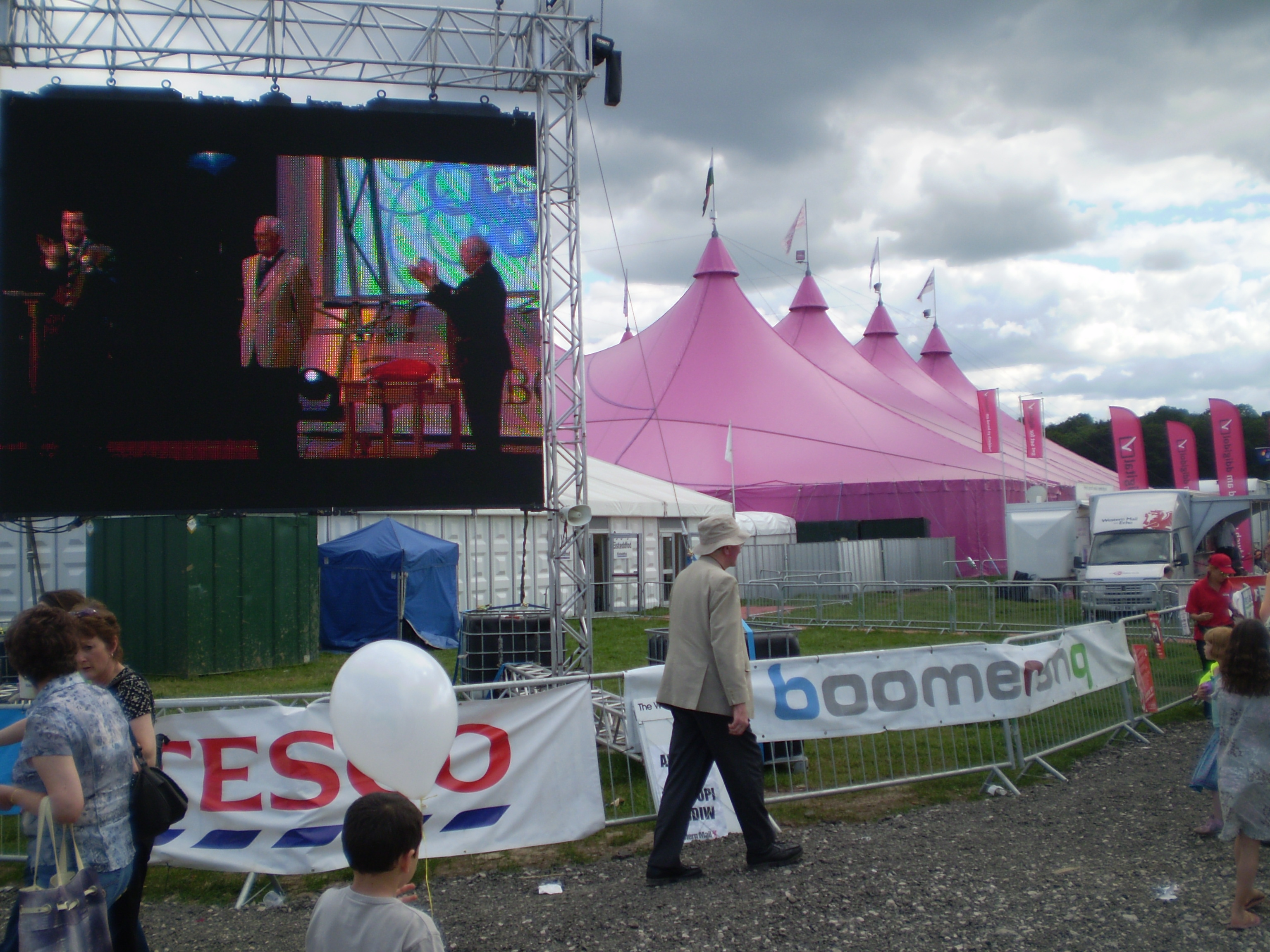
Eisteddfod Nacional del 2007

L'Eisteddfod Nacional de Gal·les (Yr Eisteddfod Genedlaethol en gal·lès) és la màxima expressió de l'Eisteddfod, el festival gal·lès per excel·lència. L'Eisteddfod Nacional és el festival més gran de música i poesia competitives a Europa.
Aquest Eisteddfod, festival d'arts i llengua gal·lesa, té una durada de vuit dies de competicions i actuacions en directe, enterament en gal·lès. Té lloc anualment a la primera setmana d'agost, i s'hi alternen localitats del nord i del sud de Gal·les (vegeu-ne la llista de localitzacions al llarg dels anys). Més de 6.000 persones competiren en l'Eisteddfod Nacional del 2006, amb més de 150.000 espectadors.

## Llocs on s'ha fet

### 1861 - 1900
- 1861 : Aberdâr
- 1881 : Merthyr Tudful
- 1882 : Dinbych
- 1883 : Caerdydd (Cardiff en anglès)
- 1884 : Lerpwl (Lloegr) (Liverpool, Anglaterra)
- 1885 : Aberdâr
- 1886 : Caernarfon
- 1887 : Llundain (Lloegr) (Londres, Anglaterra)
- 1888 : Wrecsam
- 1889 : Aberhonddu
- 1890 : Bangor
- 1891 : Abertawe (Swansea en anglès)
- 1892 : Y Rhyl
- 1893 : Pont y Pridd
- 1894 : Caernarfon
- 1895 : Llanelli
- 1896 : Llandudno
- 1897 : Casnewydd (Newport en anglès)
- 1898 : Blaenau Ffestiniog
- 1899 : Caerdydd (Cardiff en anglès)
- 1900 : Lerpwl (Lloegr) (Liverpool, Anglaterra)

### 1901- 1950
- 1901 : Merthyr Tudful
- 1902 : Bangor
- 1903 : Llanelli
- 1904 : Y Rhyl
- 1905 : Aberpennar
- 1906 : Caernarfon
- 1907 : Abertawe (Swansea en anglès)
- 1908 : Llangollen
- 1909 : Llundain (Lloegr) (London, Anglaterra)
- 1910 : Bae Colwyn
- 1911 : Caerfyrddin
- 1912 : Wrecsam
- 1913 : Y Fenni
- 1914 : (No es va fer)
- 1915 : Bangor
- 1916 : Aberystwyth
- 1917 : Penbedw (Lloegr)
- 1918 : Castell-nedd
- 1919 : Corwen
- 1920 : Y Barri
- 1921 : Caernarfon
- 1922 : Rhydaman
- 1923 : Yr Wyddgrug
- 1924 : Pont y Pŵl
- 1925 : Pwllheli
- 1926 : Abertawe (Swansea en anglès)
- 1927 : Caergybi
- 1928 : Treorci
- 1929 : Lerpwl (Lloegr) (Liverpool, Anglaterra)
- 1930 : Llanelli
- 1931 : Bangor
- 1932 : Aberafan
- 1933 : Wrecsam
- 1934 : Castell-nedd
- 1935 : Caernarfon
- 1936 : Baer-gwaun
- 1937 : Machynlleth
- 1938 : Caerdydd (Cardiff en anglès)
- 1939 : Dinbych
- 1940 : Eisteddfod radiofònic (Bangor)
- 1941 : Hen Golwyn
- 1942 : Aberteifi
- 1943 : Bangor
- 1944 : Llandybie
- 1945 : Rhosllannerchrugog
- 1946 : Aberpennar
- 1947 : Bae Colwyn
- 1948 : Pen-y-bont ar Ogwr
- 1949 : Dolgellau
- 1950 : Caerffili

### 1951 - 2000
- 1951 : Llanrwst
- 1952 : Aberystwyth
- 1953 : Y Rhyl
- 1954 : Ystradgynlais
- 1955 : Pwllheli
- 1956 : Aberdâr
- 1957 : Llangefni
- 1958 : Glyn Ebwy
- 1959 : Caernarfon
- 1960 : Caerdydd (Cardiff en anglès)
- 1961 : Rhosllannerchrugog
- 1962 : Llanelli
- 1963 : Llandudno
- 1964 : Abertawe
- 1965 : y Drenewydd
- 1966 : Aberafan
- 1967 : Y Bala
- 1968 : Y Barri
- 1969 : Y Fflint
- 1970 : Rhydaman
- 1971 : Bangor
- 1972 : Hwlffordd
- 1973 : Rhuthun
- 1974 : Caerfyrddin
- 1975 : Cricieth
- 1976 : Aberteifi
- 1977 : Wrecsam
- 1978 : Cardiff
- 1979 : Caernarfon
- 1980 : Tre-gŵyr (Dyffryn Lliw)
- 1981 : Machynlleth
- 1982 : Abertawe (Swansea en anglès)
- 1983 : Llangefni
- 1984 : Llanbedr Pont Steffan
- 1985 : Y Rhyl
- 1986 : Aber-gwaun
- 1987 : Porthmadog
- 1988 : Casnewydd (Newport en anglès)
- 1989 : Llanrwst
- 1990 : Rhymni
- 1991 : Yr Wyddgrug
- 1992 : Aberystwyth
- 1993 : Llanfair ym Muallt
- 1994 : Castell-nedd
- 1995 : Bae Colwyn
- 1996 : Llandeilo
- 1997 : Y Bala
- 1998 : Pen-coed
- 1999 : Llanbedr-goch
- 2000 : Llanelli

### 2001 en endavant
- 2001 : Dinbych
- 2002 : Tyddewi
- 2003 : Meifod
- 2004 : Casnewydd (Newport en anglès)
- 2005 : Y Faenol (Bangor)
- 2006 : Abertawe (Y Felindre) (Swansea en anglès)
- 2007 : Yr Wyddgrug
- 2008 : Caerdydd (Cardiff en anglès)
- 2009 : Bala
- 2010 : Glyn Ebwy, Blaenau Gwent
- 2011 : Wrecsam
- 2012 : Bro Morgannwg (Vale of Glamorgan en anglès)
- 2013: Rhuthun
- 2014: Llanelli
- 2015: Sir Drefaldwyn
- 2016: Meifod
- 2017: Bodedern
- 2018: Cardidd Bay
- 2019: Llanrwst
- 2022: Tregaron
- 2023: Boduan
- 2024: Pontypridd
- 2025: Wrecsam[3]